# Don Quijote (sonda)
Don Quijote je ukončený koncept mise Evropské vesmírné agentury ESA, která měla zkoumat, jestli dopad vesmírné sondy na asteroid může úspěšně odchýlit asteroid z dráhy a zabránit tak případné kolizi se Zemí. Ve své interní studii uvažovala ESA o provedení mise u asteroidu 2002AT4 nebo 1989ML. Mise měla trvat 7 let.
Název mise byl zvolen podle hlavní postavy románu Důmyslný rytíř Don Quijote de la Mancha z roku 1605, jehož autorem je Španěl Miguel de Cervantes y Saavedra a představuje paralelu k jeho románovému boji s větrnými mlýny.

## Cíle mise
Mise si klade za cíl pomocí dvou odděleně startujících sond Sancho (dle Don Quijotova zbrojnoše, který se raději držel v povzdálí) a Hidalgo (dle titulu, který měl Don Quijote než získal "Don") získat informace o tom, zda a jakým zpusobem lze ovlivnit dráhu asteroidu kolizí s malou sondou. K odchýlení asteroidu bude přitom použita pouze kinetická energie sondy Hidalgo, nikoli exploze bojových hlavic, tah motorů apod. Druhotným cílem je přistání na povrchu asteroidu, které má být provedeno zařízením Autonomous Surface Package (ASP), neseném sondou Sancho. Po dopadu Hidalga bude úkolem ASP oddělit se od sondy Sancho a samostatně přistát v určené vzdálenosti od kráteru vytvořeného dopadem. Tam bude zkoumat chemické složení asteroidu a jeho termální a mechanické vlastnosti. Zároveň bude ověřena možnost samostatného přistávání zařízení na asteroidech. Tyto poznatky mohou být důležité pro případné další pokusy o odchylování asteroidů z kolizních drah se Zemí.

## Průběh mise
Úkolem sondy Sancho je vstoupit na orbitální dráhu kolem asteroidu a provést první sérii přesných měření. Následně do asteroidu narazí sonda Hidalgo rychlostí přibližně 10 km/s. Závěrečnou fázi navedení na cíl bude Hildago zajišťovat samostatně pomocí vlastní kamery s vysokým rozlišením. Přesnost dopadu má být v rozmezí 50 m, přičemž průměr asteroidu je cca 500 m. Sonda Sancho bude dopad sledovat z orbitální dráhy a zároveň bude zajišťovat předávání dat z Hildaga na Zemi. Po dopadu provede Sancho druhou sérii měření za účelem zjištění odchylky dráhy asteroidu. Rovněž provede Autonomous Surface Package Deployment Engineering eXperiment (ASP-DeX) pomocí zařízení ASP. 

## Pohon
Letoun by byl vypuštěn z odpalovacího zařízení Vega a horního stupně Star 48. ESA zvažovala dvě konstrukční varianty: „ekonomickou variantu“, která využívá chemický pohonný systém, a „flexibilní variantu“, která využívá elektrický pohonný systém. První by mířil na asteroid Amor 2003 SM84, druhý na asteroid (99942) Apophis.

## Popis sond
Za účelem úspory finančních nákladů plánuje ESA v určité míře využít konstrukci již dříve navržených sond.

### Sonda Sancho
Při stavbě sondy Sancho bude možné využít konstrukce sondy SMART-1. To zároveň přináší jistá omezení, především nutností použít pouze jediný iontový motor PPS-1350 a palivovou nádrž s omezenou kapacitou. Změny oproti SMART-1 budou zahrnovat zvětšení plochy solárních panelů a instalaci odlišného komunikačního vybavení. Vzhledem k tomu, že SMART-1 byl konstruován pro misi o trvání 2,5 roku ve srovnání se 7 lety u mise Don Quijote, bude nutné zvážit další aspekty jako životnost pohonné jednotky nebo odolnost zařízení proti kosmickému záření. Provedená analýza potvrdila, že celkové požadované životnosti sondy může být dosaženo.
Celková hmotnost sondy Sancho je plánována na 491 kg, z toho 96 kg paliva a 20,6 kg představuje užitečné zatížení.

### Sonda Hildago
Sonda Hildago bude navržena s ohledem na její poslání tak, aby měla v okamžiku nárazu dostatečnou kinetickou energii. Z tohoto důvodu nebude po počátečním urychlení sondy odhozen pohonný modul, jak tomu bývá u jiných sond. K asteroidu se bude Hildago pohybovat po balistické dráze. Jako základ sondy byl zvažován vědecký modul Lisa Pathfinder. Na palubě bude instalována kamera s vysokým rozlišením, nebudou naopak použity žádné pohyblivé antény nebo solární panely.
Celková hmotnost sondy Hildago bude 1694 kg, z toho 1162 kg paliva a 9 kg představuje užitečné zatížení.